# 朱常淁
朱常淁（？—1646年12月1日（監國魯元年冬十月丁酉）），字次梅，明朝宗室、南明政治人物。

## 生平
朱常淁是榮莊王朱祐樞的後裔，崇禎十三年（1640年）時曾擔任峽江知縣，改建按察司行署為學宫；之後轉任新淦知縣。弘光元年（1645年）七月魯王朱以海監國，任命他為監察御史巡按台州；次年（1646年）六月，魯王朝廷升任他為戶部尚書，跟隨朱以海到舟山，至十月時被黃斌卿殺害。

## 引用
1. ↑  錢海岳《南明史·卷五·本紀第五》：（監國魯元年）冬十月丁酉，………威虜侯黃斌卿殺巡撫朱常淁。
2. 1 2  錢海岳《南明史·卷二十八·列傳第四》：常淁，字次梅，榮王裔。歷峽江、新淦知縣。
3. ↑  四庫全書本《江西通志·卷十七》：峽江縣儒學……崇禎十三年，知縣朱常淁改建學宫於按察司行署。
4. ↑  《荷牐叢談·卷四》：（弘光元年，魯）王於七月自台至蠡城，以守道署為行宮，各官奉表勸進，即監國位，……何弘仁、沈履祥、翁明英、劉明孝、陳潛夫、徐殿臣，何綸、李挺、劉襄、王紹美、李長祥、朱常淁、任孔當、沈彩、莊恆等為各道御史。
5. ↑  錢海岳《南明史·卷二十四·表第十》：朱常淁六月任（戶部尚書）。
6. ↑  錢海岳《南明史·卷二十八·列傳第四》：監國魯王時，以御史巡按台州，累遷戶部尚書。從扈舟山，為黃斌卿所殺。